# Zderzak (kolejnictwo)
Zderzak, bufor – urządzenie stosowane w kolejnictwie, przeznaczone do łagodzenia sił nacisku i uderzeń oraz utrzymywania sprzęgniętych wagonów w odpowiedniej odległości.

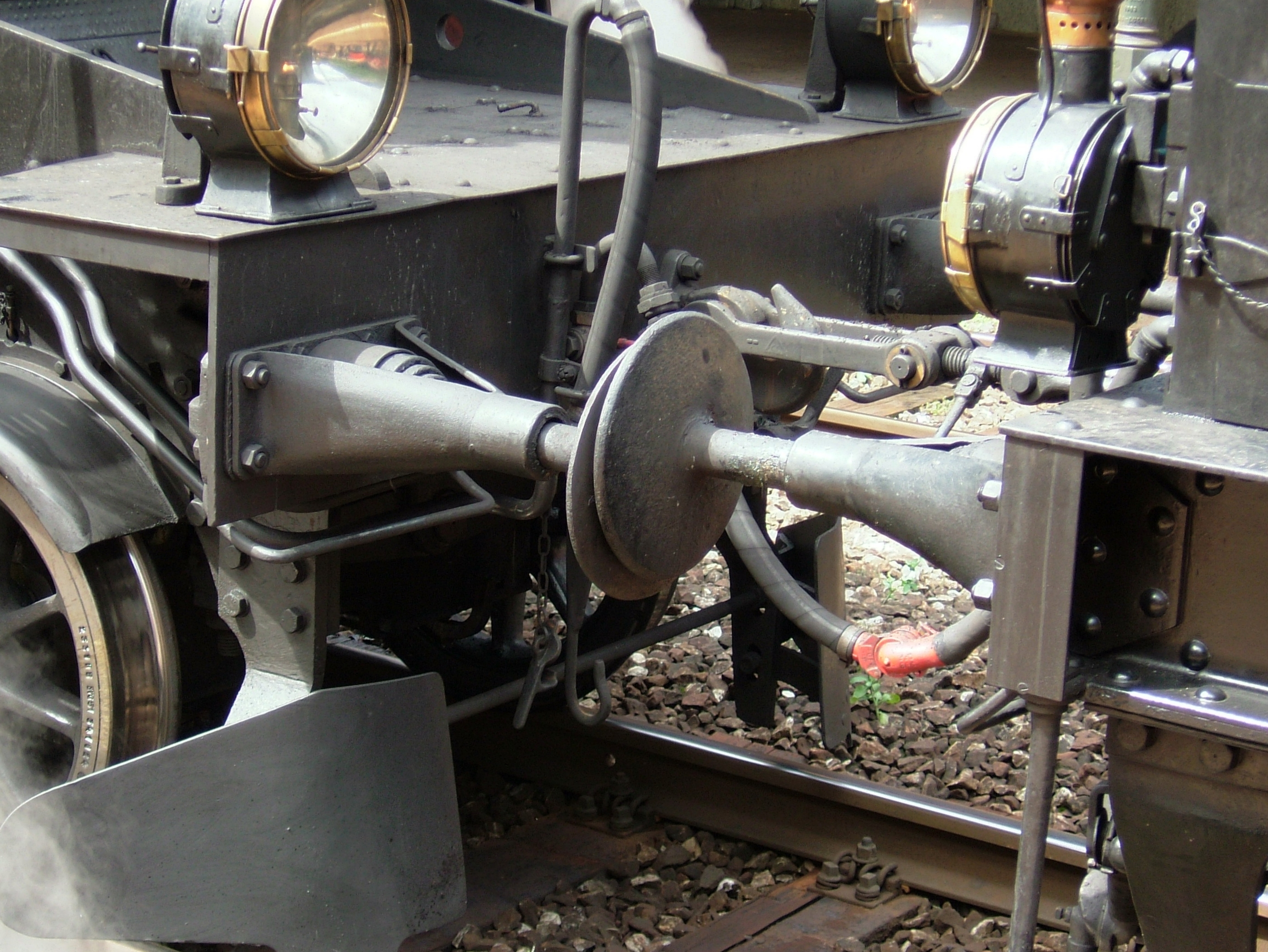
Zderzaki dwóch parowozów

## Typy zderzaków
Wyróżnia się zderzaki:
- ze sprężyną pierścieniową stalową,
- ze sprężyną pierścieniową gumową,
- ze sprężyną taśmową,
- ze sprężyną gumową,
- z użyciem elastomerów.

## Zasada działania zderzaka (ze sprężyną pierścieniową)
Zderzak działa na zasadzie sprężyny pierścieniowej o odpowiednich krawędziach stożkowych. Podczas działania siły nacisku na tarcze zderzaka (faza II) wszystkie pierścienie wewnętrzne są dociskane do siebie, a wciskane pomiędzy pierścienie zewnętrzne. Tuleja wsuwa się w pochwę zderzakową na głębokość od 75 mm do 110 mm – w zależności od konstrukcji zderzaka. Gdy na zderzak nie działa żadna siła (faza I), to wszystkie pierścienie zewnętrzne wypychają pierścienie wewnętrzne. Tuleja zderzaka powraca do poprzedniej pozycji.